# Шарлотта Шаумбург-Липпская
Шарлотта Мария Ида Луиза Гермина Матильда Шаумбург-Липпская (нем. Charlotte Marie Ida Luise Hermine Mathilde zu Schaumburg-Lippe; 10 сентября 1864 — 16 июля 1946, Тюбинген) — принцесса Шаумбург-Липпская, последняя королева Вюртемберга.

## Биография
Шарлотта родилась в семье принца Вильгельма Шаумбург-Липпского и его супруги Батильды Ангальт-Дессауской. С детства она была талантливым ребёнком, интересовалась музыкой и живописью, прекрасно пела, увлекалась спортом, особенно плаванием, ездой на велосипеде и на лыжах, была хорошим наездником и охотником.

### Брак
8 апреля 1886 года принцесса сочеталась браком с наследным принцем Вюртемберга Вильгельмом, который стал в 1891 году королём под именем Вильгельм II. Принцесса стала его второй женой после смерти его первой жены Марии Вальдек-Пирмонтской. Супруги жили в Штутгарте, в 1890 году посетили Великобританию по приглашению герцогини Йоркской. Детей в браке не было.

### Королева Вюртемберга
Её супруг стал в 1891 году королём, что сделало Шарлотту королевой-консортом Вюртемберга. В отличие от супруга, который пользовался большой популярностью у народа, Шарлотта, наоборот, чувствовала сдержанность со стороны народа. Причинами тому было отсутствие детей у королевской четы, большое нежелание королевы исполнять свои королевские обязанности. Вдобавок у неё отсутствовал вкус в одежде, её внешний вид очень остро критиковали за рубежом. Но Шарлотта всё же участвовала в жизни общества, занимаясь в основном проблемами женского населения королевства, участвовала в учреждении Красного креста в Вюртемберге. Вместе с мужем она открывала театры, музеи и школы. Именем Шарлотты её супруг назвал государственную награду Вюртемберга — Крест Шарлотты.
В 1918 году произошла Ноябрьская революция, которая свергла королевскую власть в Вюртемберге. Муж Шарлотты умер в 1921 году. В 1944 году она перенесла инсульт и до конца своих дней передвигалась в инвалидной коляске.
Шарлотта умерла 16 июля 1946 года в возрасте 82 лет. Она была похоронена 23 июля 1846 года в Людвигсбурге, рядом с мужем.

## Титулы
- 10 октября 1864 — 8 апреля 1886: Её Светлость Принцесса Шарлотта Шаумбург-Липпская
- 8 апреля 1886 — 6 октября 1891: Её Королевское Высочество Принцесса Вюртембергская
- 6 октября 1891 — 30 ноября 1918: Её Величество Королева Вюртемберга
- 30 ноября 1918 — 16 июля 1946: Её Величество Королева Вюртемберга (номинально)